# Povijest Europske unije
Povijest Europske unije seže do 1952. godine, kada je osnovana Europska zajednica za ugljen i čelik (eng. European Coal and Steel Community), koja je nastala na temelju Schumanova plana u sklopu kojeg je 1950. godine predloženo stvaranje ovlasti nad industrijom ugljena i čelika poslijeratne Njemačke i Francuske, kao i drugih država koje su im se htjele priključiti. Potpisivanjem Ugovora o Europskoj zajednici za ugljen i čelik 18. travnja 1951. u Parizu su Zapadna Njemačka, Francuska, Belgija, Nizozemska, Luksemburg i Italija uspostavile zajednički okvir za dogovore o proizvodnji i distribuciji ugljena i čelika, te autonomni sustav institucija koje će time upravljati sljedećih 50 godina. Ugovor je stupio na snagu 23. srpnja 1952. godine. Ministri vanjskih poslova ovih država su na Sastanku u Messini, 1. i 2. lipnja 1955. godine, odlučili proširiti europsku integraciju na cjelokupno gospodarstvo.
25. ožujka 1957. Europska zajednica za ugljen i čelik u Rimu potpisuje Ugovor o osnivanju Europske ekonomske zajednice i Europske zajednice za atomsku energiju, koji je stupio na snagu prvim danom sljedeće godine. Time je utemeljeno zajedničko tržište široke palete proizvoda i usluga. Carine između ovih šest država su ukinute 1. srpnja 1968. godine. Kako je pothvat uspostavljanja zajedničke politike bio izrazito uspješan, Europskoj ekonomskoj zajednici odlučile su se priključiti i Danska, Irska i Ujedinjeno Kraljevstvo. Istovremeno, kada su te tri zemlje postale članice zajednice 1973. godine, uvedena je i socijalna politika i politika zaštite okoliša.
U srpnju 1979. godine održani su prvi izbori za Europski parlament (European Parliament). To je institucija koja predstavlja građane država članica zajednice, a broj članova parlamenta je razmjeran udjelu stanovnika pojedine države u ukupnom broju stanovnika zajednice.
1981. godine EEZ-u se priključuje Grčka, a pet godina kasnije i Španjolska i Portugal. Time je ojačana prisutnost zajednice na jugu Europe i potaknuta važnost proširenja programa regionalne pomoći. Nakon pada berlinskog zida 1989. mijenja se politička slika Europe. Uspostavlja se demokracija u svim zemljama srednje i istočne Europe, koje su dotad bile pod sovjetskom kontrolom. Sâm Sovjetski savez prestaje postojati 1991. kada se raspada na 15 država. U međuvremenu su države članice pregovarale o novom Ugovoru o Europskoj uniji, kojeg je Europsko vijeće (European Council) prihvatilo 1991. godine u Maastrichtu. Ugovor je stupio na snagu 1. studenog 1993. Tim ugovorom je stvorena Europska unija.
1. siječnja 1995. Europske unija je proširena na još tri države članice: Švedsku, Austriju i Finsku.  Europska unija je već tada uvelike počela raditi na ostvarenju velikog pothvata - uvođenju jedinstvene valute. Tako je 1999. godine uveden euro za financijske (negotovinske) transakcije, a tri godine poslije našle su su u optjecaju kovanice i novčanice Eura. Nedugo zatim dogodilo se najveće proširenje Europske unije u povijesti. 1. svibnja 2004. članicama je postalo novih 10 država: Češka, Slovačka, Poljska, Malta, Cipar, Slovenija, Mađarska, Estonija, Latvija i Litva. To je peto proširenje imalo i političku i moralnu dimenziju. Omogućilo je svim europskim zemljama bez obzira nazemljopisni položaj, kulturu, povijest i težnje pridruživanje europskoj obitelji. Prvim danom 2007. godine, članicama postaju Bugarska i Rumunjska. 1. srpnja 2013. godine Europskoj uniji pridružuje se Hrvatska. 
23. lipnja 2016. godine u Ujedinjenom Kraljevstvu održan referendum o članstvu u Europskoj uniji. 51,9% biračkog tijela glasalo je za izlazak. 29. ožujka 2017 vlada Ujedinjenog Kraljevstva podnosi zahtjev za razdruživanje od Europske unije. Ujedinjeno Kraljevstvo napušta Europsku uniju 31. siječnja 2020. godine u 23:00 po lokalnom vremenu.